# Vanessa Peretti
 Vanessa Peretti, de son vrai nom Vanessa Jacqueline Gómez Peretti, née le 21 mars 1986 à Cumaná en Sucre, est élue Miss Venezuela international à l'élection de Miss Venezuela 2006 et a participé la Miss international avec la représentation de la France, Sophie Vouzelaud et Vanessa est terminé en 15e. Elle est la première sourde élue Miss Venezuela international et elle utilise la langue des signes vénézuélienne.
Le 5 juillet 2013, Vanessa est marié avec Alejandro Pazos et ils attendent un bébé.